# Abborretjärnet (Laxarby socken, Dalsland)
Abborretjärnet är en sjö i Bengtsfors kommun i Dalsland och ingår i Göta älvs huvudavrinningsområde. Sjön har en area på 0,0574 kvadratkilometer och ligger 124,8 meter över havet.

## Delavrinningsområde
Abborretjärnet ingår i det delavrinningsområde (656154-129943) som SMHI kallar för Utloppet av Svartjärnet. Medelhöjden är 162 meter över havet och ytan är 10,17 kvadratkilometer. Det finns inga avrinningsområden uppströms utan avrinningsområdet är högsta punkten. Vattendraget som avvattnar avrinningsområdet har biflödesordning 4, vilket innebär att vattnet flödar genom totalt 4 vattendrag innan det når havet efter 211 kilometer. Avrinningsområdet består mestadels av skog (83 procent). Avrinningsområdet har 0,78 kvadratkilometer vattenytor vilket ger det en sjöprocent på 7,6 procent.